# Contarinia tritici
Contarinia tritici är en tvåvingeart som först beskrevs av Kirby 1798.  Contarinia tritici ingår i släktet Contarinia och familjen gallmyggor. Inga underarter finns listade i Catalogue of Life.

## Bildgalleri

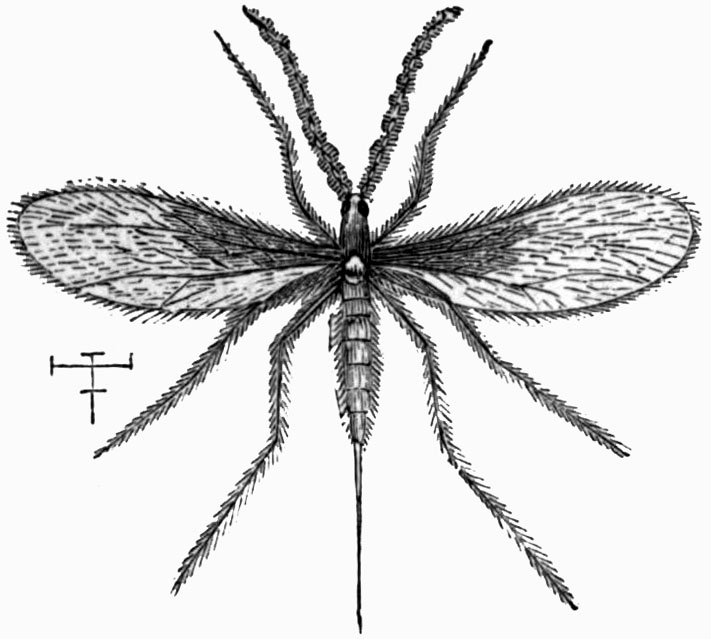